# Норт, Шири
Шири Норт (англ. Sheree North, 17 января 1932 — 4 ноября 2005) — американская актриса, певица и танцовщица, наиболее известная по ролям в кинофильмах 1950-х годов.

## Биография
Шири Норт родилась в Лос-Анджелесе, Калифорния. Она начала карьеру танцовщицы в возрасте десяти лет, выступая в период Второй мировой войны, а в пятнадцать лет вышла замуж и год спустя родила ребёнка.
Норт дебютировала в кино в 1951 году. В 1953 году за свою дебютную роль в бродвейском мюзикле Hazel Flagg она выиграла премию Theatre World Award. В 1954 году Норт подписала контракт со студией 20th Century Fox, которая намеревалась сделать из неё своеобразный ответ Мэрилин Монро. После нескольких неудачных проб на главную роль в экранизации бородвейского мюзикла «Девушка в розовом трико» и мюзикл «Нет лучше бизнеса, чем шоу-бизнес», она получила главную роль в фильме 1955 года «Как быть очень, очень популярным». В том же году она появилась на обложке журнала Life. После она продолжала получать главные роли в фильмах, таких как «Лейтенант в юбке», ставший очень успешным в прокате, и «Лучшие вещи в жизни являются бесплатными», вновь ставшем коммерчески успешным, однако студии начали терять к ней интерес, планируя сделать звезду из начинающей актрисы Джейн Мэнсфилд.
В 1957 году она привлекла внимание критиков, сыграв главную роль в драме «Путь к золоту», который имел малый успех в прокате. В том же году она снялась в ещё одном коммерчески провальном фильме — «Без первоначального взноса». В следующем году она снялась в военной драме «В любви и войне», имевшей успех, что помогло актрисе получить ещё одну главную роль в мюзикле «Марди Грас». Он провалился в прокате и студия Fox решила не продлевать её контракт. В последующие годы она продолжала сниматься в кино и на телевидении, сыграв главную роль в фантастическом фильме «Иннер Спейс». Она также появилась в фильмах «Неприятности с девушками», «Чарли Вэррик», «Побег» и «Телефон». На телевидении она была приглашенной звездой в нескольких популярных телесериалах, таких как «Шоу Мэри Тайлер Мур», «Частный детектив Магнум», «Золотые девочки» и «Сайнфелд». За свою работу на телевидении она получила две номинации на премию «Эмми», в 1976 и 1981 годах.
Шири Норт была замужем пять раз. 4 ноября 2005 года она умерла из-за осложнений онкологического заболевания.